# Phosphomannomutase
Phosphomannomutasen sind Enzyme in Eukaryoten und Bakterien, die die Umlagerung von Mannose-1-phosphat zu Mannose-6-phosphat und umgekehrt katalysieren. Eukaryoten benötigen GDP-Mannose bei der Glycosylierung von Proteinen, Bakterien verwenden Mannose als Energielieferant. Beim Menschen sind zwei paraloge Isoformen des Enzyms bekannt, die mit PMM-1 und PMM-2 bezeichnet werden. PMM-1 wird insbesondere in Leber, Herz, Gehirn und Pankreas produziert. Mutationen im PMM2-Gen können zu seltenem erblichem Glykosylierungsdefekt Typ 1a (CDG-1a) führen.

## Katalysierte Reaktion
⇔ 
α-D-Mannose-1-phosphat und β-D-Mannose-6-phosphat gehen ineinander über.